# 1759 au théâtre
| Années du théâtre : 1756 - 1757 - 1758 - 1759 - 1760 - 1761 - 1762    |
| Décennies du théâtre : 1720 - 1730 - 1740 - 1750 - 1760 - 1770 - 1780 |

## Événements
- Jean-Baptiste Nicolet installe à Paris sur le boulevard du Temple un spectacle dans la tradition du théâtre de la foire, qui attire un public grandissant : il prendra en 1792 le nom de la Gaîté-Lyrique ; il y fait représenter des opéras-comiques et des pièces du répertoire de la Comédie-Italienne.
- L'acteur français Léopold-Ignace Haudicquer, dit Gourville, devient le seul directeur du  théâtre royal de la Monnaie à Bruxelles.
- Beaumarchais est nommé professeur de harpe de Mesdames, les quatre filles du roi Louis XV.
- Les acteurs Marie-Anne Pauline Du Mont dite Mademoiselle Lavoy et Pierre Sarrazin, sociétaires de la Comédie-Française, prennent leur retraite.

## Pièces de théâtre publiées
- Voltaire, Socrate, ouvrage dramatique, traduit de l'anglais de feu Mr. Tompson, Amsterdam [i. e. Genève, Gabriel Cramer] lire en ligne.
- Jean-Baptiste Rousseau, La Ceinture magique, comédie en un acte, Bruxelles.

## Pièces de théâtre représentées
- 1er mars : L'Ennuyé, ou l'Embarras du choix, comédie d'Alexandre-Guillaume de Moissy, Paris, Hôtel de Bourgogne.
- 21 avril : The Orphan of China (en) d'Arthur Murphy, tragédie inspirée comme la pièce de Voltaire de la traduction par Joseph Henri Marie de Prémare de la pièce chinoise du XIIIe siècle l'Orphelin de la famille Zhao, Londres, théâtre royal de Drury Lane, avec David Garrick dans le rôle principal.
- 19 novembre : L'Impromptu de l'amour, comédie d'Alexandre-Guillaume de Moissy, Paris, Théâtre italien de Paris.
- novembre-décembre : Les Amoureux (Gl'innamorati), comédie de Goldoni, Venise, Teatro San Luca.
- Bélisaire d'Alexandre-Guillaume de Moissy

## Naissances
- 1er février : Louis-Claude Lacave,  acteur français, mort le 15 mai 1825.
- 19 avril : August Wilhelm Iffland, acteur et dramaturge allemand, mort le 22 septembre 1814.
- 6 mai : François Andrieux, poète et dramaturge français, mort le 10 mai 1833.
- 31 juillet : Alexandre-Louis de Villeterque, écrivain, journaliste et auteur dramatique français, mort le 8 avril 1811.
- 10 novembre : Friedrich Schiller, dramaturge allemand, mort le 9 mai 1805.
- Date précise inconnue ou non renseignée :
  - François Nicolas Gabriel Poullot dit Desprez, acteur français, mort le 10 octobre 1829.

## Décès
- 22 juin : Louis de Cahusac, auteur dramatique français, né le 6 avril 1706.
- 23 octobre : Anne-Maurice Le Noir, dit La Thorillière, acteur français né dans les années 1690.